# La filla del mar
La filla del mar (1900) és la tercera peça de la trilogia mestra d'Àngel Guimerà: després de presentar el proletariat urbà a Maria Rosa i el rural a Terra baixa, el dramaturg retrata el món mariner, amb la barreja de minuciós realisme i xardorós romanticisme que el caracteritza. A La filla de la mar s'inverteixen els rols típics de la majoria d'obres d'Àngel Guimerà: els personatges protagonistes enfrontats són dues dones i l'objecte del desig és un home.
Aquesta obra és una de les obres majors de Guimerà i una de les més rellevants del teatre català i això és a causa, sobretot, de la gran força dramàtica del seu personatge principal (l'Àgata), un ésser endut per la passió i que té tota la vitalitat necessària per sobreviure a les taules d'un escenari, per la seva dimensió tràgica i per la condició de mite poètic. Per les seves característiques d'un drama realista, pertany al segon període de Guimerà. L'etapa de més plenitud, en la qual es va comprometre amb el catalanisme i centra el seu interès en la història contemporània.
El juliol del 2021 la companyia La Barni Teatre va presentar dins el Festival Grec de Barcelona una adaptació musical de l'obra. Posteriorment, va ser representada al Teatre Condal fins a l'abril del 2022.

## Argument
Planteja la dissortada recerca afectiva d’una noia marginada pel seu origen forà. L’obra s’ambienta en un poble mariner. La protagonista, recollida de petita del naufragi d’un vaixell musulmà, fou batejada amb el nom d’Àgata. Com que en ser rescatada es dirigí cap a una noia uns quatre anys més gran que ella, la Mariona, passà a viure amb la seva família, i, morts els pares, totes dues foren acollides per l’oncle Cinquenes. Aquest, preocupat pel bon nom, no consent la relació de Mariona amb Pere Màrtir, un indià d’escassa fortuna que havia seduït bona part de les dones del poble. Ella decideix utilitzar Àgata com a tapadora, però entre aquesta i Pere Màrtir neix un veritable amor. Tanmateix, quan estaven a punt de casar-se, una escena equívoca de Pere Màrtir amb Mariona provoca la gelosia d’Àgata i el mata clavant-li la fitora. En descobrir tot seguit el malentès, es llança al mar, mentre les campanes toquen a festa i comença a llostrejar. Pere Màrtir, en el fons, té «bones entranyes», com addueix. En les seves aventures amoroses, fuig de la solitud. Desitjaria, però, poder estimar més plenament, com farà amb l’Àgata. La Mariona es mostra egòlatra i presumptuosa i no té amb l’Àgata el tracte germanívol que li caldria. Cinquenes es mostra també egoista, avariciós. Àgata, doncs, només troba un afecte familiar en el vell Baltasanet, el qual, lliure de prejudicis, la protegeix. Destaca la simbologia i l’energia primària de la protagonista, mentre que la figura donjoanesca de Pere Màrtir apareix enfeblida i el colpidor desenllaç resultà polèmic.

## Repartiment de l'estrena
- Àgata: Adelina Sala
- Mariona: Adela Clemente.
- Caterina: Maria Morera.
- Lluïseta: Antònia Baró.
- Filomena: Emília Baró.
- Pere Màrtir: Enric Borràs.
- Baltasanet: Iscle Soler.
- Cinquenes: Jaume Virgili.
- Gregori: Joan Domènech.
- Rufet: Antoni Manso.
- Móllera: Casimir Ros.
- Homes i dones

La peça s'estrenà el 6 d'abril de 1900, al Teatre Romea de Barcelona, després d'haver-se estrenat prèviament el 12 de setembre de 1899 al Teatro Odeón de Buenos Aires, en versió castellana, amb la companyia de María Guerrero i Díaz de Mendoza.